# Buisman

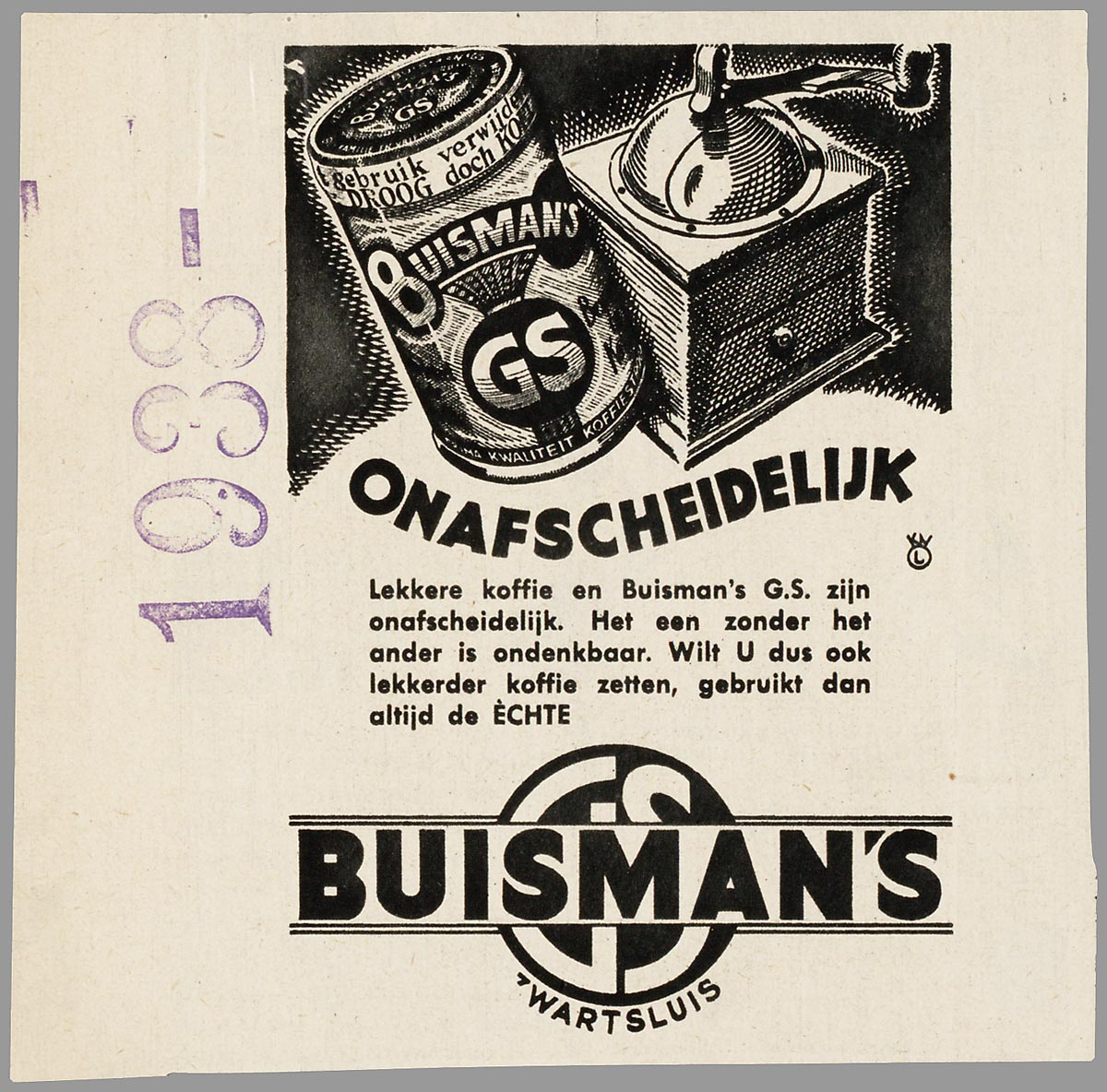
Advertentie voor Buisman uit 1938.

Buisman aroma, ook wel genoemd Buisman gebrande suiker of koffiestroop is een product van de firma Buisman. Het is een koffietoevoegsel bestaande uit gebrande, gekaramelliseerde glucosestroop en melasse. Het wordt gebruikt om de smaak van koffie te verbeteren. Een kleine hoeveelheid Buisman wordt bij het zetten toegevoegd aan de koffie. 'Buisman' was op de Nederlandse consumentenmarkt lange tijd een soortnaam voor gebrande suiker.

## Oorsprong
In tijden van koffie- en theeschaarste, zoals gedurende het continentaal stelsel dat was ingesteld door Napoleon, was koffiecichorei een veel gebruikte vervanger. Toen koffie weer in ruime mate op de markt kwam bleef men cichorei gebruiken als toevoeging, omdat koffie duur was en men aan de smaak gewend was. Een smaakverbeterende toevoeging werd gevonden in  koffijstroop. Dit product maakte koffie pittiger en donkerder, zodat ze sterker leek en men met minder koffiebonen toe kon.

## Geschiedenis
De eerste koffijstroop van Buisman werd in 1867 gemaakt door Herman Buisman. Hij was grossier en koffiebrander in Zwartsluis. De zoon van Herman Buisman, Roelof, verbeterde het recept en bedacht een huishoudverpakking. Buisman maakte de stroop door het verhitten van glucosestroop en melasse tot 150 graden. De vloeibare massa werd gekoeld op een grote plaat, waarna de hardgeworden suikerkoek werd vermalen.  Het product werd bekend onder de naam Buisman Gebrande Suiker. Op de busjes werd dit afgekort tot Buisman's GS. 
Oorspronkelijk werd de gebrande suiker verhandeld in ijzeren bussen van 10 tot 100 kilo. De klant kreeg het in de winkel mee los verpakt in een klein zakje, soms was het al toegevoegd aan gemalen koffie. In 1905 werd het blauwkleurige busje geïntroduceerd als consumentenverpakking. Het was een van de vroegste merkartikelen en een zeer karakteristiek en herkenbaar product. Het blikje met het metalen lepeltje bepaalde lange tijd het gezicht van Buisman en was een belangrijke bijdrage aan het succes.
Het eerste exportland voor Buisman's GS was Italië (vanaf 1915). Duitsland, België en Luxemburg volgden. Later werd het product ook geëxporteerd naar Amerika, Australië, Canada, Suriname en Zuid-Afrika. In een poging nieuwe afzetmarkten te creëren gaf de firma bij de emigratiegolf na de Tweede Wereldoorlog ieder emigrantengezin een busje Buisman mee. In 1951 verleende koningin Juliana aan de producent van Buisman's GS het predicaat Koninklijk. 
In de jaren zestig werd smakelijke koffie van goede kwaliteit voor iedereen betaalbaar, waardoor de noodzaak om een schepje Buisman aan de koffie toe te voegen sterk verminderde. Om hieraan het hoofd te bieden werd vanaf 1968 een snelfilter-Buisman Aroma in een glazen potje geïntroduceerd, maar ook daar was bij de consument niet veel behoefte meer aan. De glasverpakking betekende uiteindelijk in 1990 het einde van het bekende blauwe busje.

## Ontwikkeling
Van de ruim honderd suikerbranders die Nederland ooit telde is Buisman dankzij de vroege marketinginspanningen als enige overgebleven. De Buismanfabriek is nu een belangrijke leverancier van smaakversterkers aan de voedingsmiddelenindustrie. Voor de consument ontwikkelde de firma na 1960 verschillende instantdrankproducten. Het bedrijf bouwde in 1913 en in 1998 nieuwe fabrieken, steeds in Zwartsluis. 
Buisman was lang een familiebedrijf, maar in 1973 volgde de overname door Koninklijke Scholten-Honig (KSH). Alle aandelen van de Koninklijke Fabriek van Gebrande Suiker R. Buisman werden omgeruild voor aandelen KSH. Bij Buisman werkten toen ongeveer 80 mensen in binnen- en buitenland. Buisman bleef haar eigen identiteit behouden en viel onder merkartikelengroep van KSH. In 1978 ging KSH failliet en de hele merkartikelengroep, inclusief Buisman met 35 medewerkers, werd overgenomen door CSM.